# Collegio elettorale di Terni (Senato della Repubblica)
Il collegio di Terni fu un collegio elettorale uninominale della Repubblica Italiana appartenente alla Circoscrizione Umbria; fu utilizzato per eleggere un senatore della Repubblica dalla I alla XIV legislatura, sebbene con estensioni diverse e sistemi elettorali diversi.

## Storia
Il collegio venne creato nel 1948 secondo la legge n. 29 del 6 febbraio 1948 la quale, pur basandosi sull'impianto proporzionale in vigore per la Camera, rispetto a quest'ultima conteneva alcuni piccoli correttivi in senso maggioritario. Tale legge ebbe il suo definitivo perfezionamento col Testo Unico n°361 del 1957. Differentemente dalla Camera, la legge elettorale del Senato si articolava su base regionale, seguendo il dettato costituzionale (art.57). Ogni Regione era suddivisa in tanti collegi uninominali quanti erano i seggi ad essa assegnati. All'interno di ciascun collegio, veniva eletto il candidato che avesse raggiunto il quorum del 65% delle preferenze: tale soglia, oggettivamente di difficilissimo conseguimento, tradiva l'impianto proporzionale su cui era concepito anche il sistema elettorale della Camera Alta. Qualora, come normalmente avveniva, nessun candidato avesse conseguito l'elezione, i voti di tutti i candidati venivano raggruppati in liste di partito a livello regionale, dove i seggi venivano allocati utilizzando il metodo D'Hondt delle maggiori medie statistiche e quindi, all'interno di ciascuna lista, venivano dichiarati eletti i candidati con le migliori percentuali di preferenza.
Nel 1993, con la cosiddetta Legge Mattarella (Legge n. 276, Norme per l'elezione del Senato della Repubblica), attuata in seguito al referendum abrogativo del 1993, venne istituito per la Camera dei deputati e per il Senato della Repubblica un sistema di elezione misto, in parte maggioritario e in parte proporzionale. Il 75% dei parlamentari dell'assemblea veniva eletto in collegi uninominali tramite sistema maggioritario a turno unico; il restante 25% al Senato veniva eletto tramite recupero proporzionale dei più votati non eletti attraverso un meccanismo di calcolo denominato "scorporo", cioè sottraendo dal conteggio dei voti totali di una lista nella parte proporzionale i voti ottenuti dai candidati collegati alla medesima lista che erano eletti nei collegi uninominali con il sistema maggioritario.
Il collegio venne abolito insieme a tutti gli altri che costituivano il Senato con la promulgazione della legge elettorale successiva, la cosiddetta Legge Calderoli. Questa prevedeva un sistema proporzionale con premio di maggioranza, che al Senato veniva attribuito a livello regionale.

## 1948-1993

### Territorio
Il collegio di Terni era uno dei 6 collegi uninominali in cui era suddivisa l'Umbria; comprendeva i seguenti comuni: Arrone, Calvi dell'Umbria, Ferentillo, Montefranco, Narni, Otricoli, Polino, San Gemini, Stroncone e Terni.

### Dati elettorali

#### I legislatura
|                                                                                | Luigi Fabbri ✔️ Eletto | Fronte Democratico Popolare   | 32 178 | 51,35 |  |  |  |  |  |
|                                                                                | Gaetano Fratini        | Democrazia Cristiana          | 17 457 | 27,86 |  |  |  |  |  |
|                                                                                | Luigi Salvatorelli     | Partito Repubblicano Italiano | 8 521  | 13,60 |  |  |  |  |  |
|                                                                                | Luigi Marchi           | Unità Socialista              | 2 571  | 4,10  |  |  |  |  |  |
|                                                                                | Italo Ciaurro          | Indipendente                  | 1 939  | 3,09  |  |  |  |  |  |
| Totale                                                                         | Totale                 | Totale                        | 62 666 | 100   |  |  |  |  |  |
|                                                                                |                        |                               |        |       |  |  |  |  |  |
| Voti non validi                                                                | Voti non validi        | Voti non validi               | 4 031  | 6,04  |  |  |  |  |  |
| Votanti                                                                        | Votanti                | Votanti                       | 66 697 | 93,69 |  |  |  |  |  |
| Elettori                                                                       | Elettori               | Elettori                      | 71 192 |       |  |  |  |  |  |
|                                                                                |                        |                               |        |       |  |  |  |  |  |
| Nota: quorum del 65% non raggiunto; ripartizione dei seggi a livello regionale |                        |                               |        |       |  |  |  |  |  |
| Data: 18 aprile 1948                                                           |                        |                               |        |       |  |  |  |  |  |
| Fonte: Ministero dell'interno                                                  |                        |                               |        |       |  |  |  |  |  |

#### II legislatura
|                                                                                | Giovanni Roveda ✔️ Eletto | Partito Comunista Italiano     | 22 816 | 32,03 |  |  |  |  |  |
|                                                                                | Luigi Fabbri ✔️ Eletto    | Partito Socialista Italiano    | 17 081 | 23,98 |  |  |  |  |  |
|                                                                                | Mario Cingolani           | Democrazia Cristiana           | 16 816 | 23,61 |  |  |  |  |  |
|                                                                                | Ettore Patrizi            | Movimento Sociale Italiano     | 7 068  | 9,92  |  |  |  |  |  |
|                                                                                | Luigi Bennani             | PSDI - PRI                     | 4 912  | 6,90  |  |  |  |  |  |
|                                                                                | Fausto Lumia              | Partito Nazionale Monarchico   | 1 127  | 1,58  |  |  |  |  |  |
|                                                                                | Alfredo Moriconi          | Partito Liberale Italiano      | 692    | 0,97  |  |  |  |  |  |
|                                                                                | Luigi Marchi              | Unità Popolare                 | 508    | 0,71  |  |  |  |  |  |
|                                                                                | Caterina Maza             | Alleanza Democratica Nazionale | 215    | 0,30  |  |  |  |  |  |
| Totale                                                                         | Totale                    | Totale                         | 71 232 | 100   |  |  |  |  |  |
|                                                                                |                           |                                |        |       |  |  |  |  |  |
| Voti non validi                                                                | Voti non validi           | Voti non validi                | 3 520  | 4,71  |  |  |  |  |  |
| Votanti                                                                        | Votanti                   | Votanti                        | 74 752 | 95,57 |  |  |  |  |  |
| Elettori                                                                       | Elettori                  | Elettori                       | 78 215 |       |  |  |  |  |  |
|                                                                                |                           |                                |        |       |  |  |  |  |  |
| Nota: quorum del 65% non raggiunto; ripartizione dei seggi a livello regionale |                           |                                |        |       |  |  |  |  |  |
| Data: 7 giugno 1953                                                            |                           |                                |        |       |  |  |  |  |  |
| Fonte: Ministero dell'interno                                                  |                           |                                |        |       |  |  |  |  |  |

#### III legislatura
|                                                                                | Emilio Secci           | Partito Comunista Italiano              | 24 666 | 32,18 |  |  |  |  |  |
|                                                                                | Poliuto Chiappini      | Democrazia Cristiana                    | 19 423 | 25,34 |  |  |  |  |  |
|                                                                                | Luigi Fabbri ✔️ Eletto | Partito Socialista Italiano             | 17 571 | 22,93 |  |  |  |  |  |
|                                                                                | Fosco Teofili          | PNM - MSI                               | 6 173  | 8,05  |  |  |  |  |  |
|                                                                                | Guido Bergui           | PRI - PR                                | 4 117  | 5,37  |  |  |  |  |  |
|                                                                                | Ermando Desideri       | Partito Socialista Democratico Italiano | 2 552  | 3,33  |  |  |  |  |  |
|                                                                                | Benedetto Faustini     | Partito Liberale Italiano               | 2 141  | 2,79  |  |  |  |  |  |
| Totale                                                                         | Totale                 | Totale                                  | 76 643 | 100   |  |  |  |  |  |
|                                                                                |                        |                                         |        |       |  |  |  |  |  |
| Voti non validi                                                                | Voti non validi        | Voti non validi                         | 4 448  | 5,49  |  |  |  |  |  |
| Votanti                                                                        | Votanti                | Votanti                                 | 81 091 | 96,44 |  |  |  |  |  |
| Elettori                                                                       | Elettori               | Elettori                                | 84 086 |       |  |  |  |  |  |
|                                                                                |                        |                                         |        |       |  |  |  |  |  |
| Nota: quorum del 65% non raggiunto; ripartizione dei seggi a livello regionale |                        |                                         |        |       |  |  |  |  |  |
| Data: 25 maggio 1958                                                           |                        |                                         |        |       |  |  |  |  |  |
| Fonte: Ministero dell'interno                                                  |                        |                                         |        |       |  |  |  |  |  |

#### IV legislatura
|                                                                                | Emilio Secci    | Partito Comunista Italiano              | 32 365 | 39,84 |  |  |  |  |  |
|                                                                                | R. Rinaldi      | Democrazia Cristiana                    | 19 544 | 24,06 |  |  |  |  |  |
|                                                                                | B. Galigani     | Partito Socialista Italiano             | 13 526 | 16,65 |  |  |  |  |  |
|                                                                                | R. Alpini       | Indipendente di destra                  | 5 328  | 6,56  |  |  |  |  |  |
|                                                                                | M. Valle        | Partito Repubblicano Italiano           | 3 983  | 4,90  |  |  |  |  |  |
|                                                                                | A. Orrù         | Partito Liberale Italiano               | 3 310  | 4,07  |  |  |  |  |  |
|                                                                                | A. Fabri        | Partito Socialista Democratico Italiano | 3 185  | 3,92  |  |  |  |  |  |
| Totale                                                                         | Totale          | Totale                                  | 81 241 | 100   |  |  |  |  |  |
|                                                                                |                 |                                         |        |       |  |  |  |  |  |
| Voti non validi                                                                | Voti non validi | Voti non validi                         | 4 945  | 5,74  |  |  |  |  |  |
| Votanti                                                                        | Votanti         | Votanti                                 | 86 186 | 95,40 |  |  |  |  |  |
| Elettori                                                                       | Elettori        | Elettori                                | 90 342 |       |  |  |  |  |  |
|                                                                                |                 |                                         |        |       |  |  |  |  |  |
| Nota: quorum del 65% non raggiunto; ripartizione dei seggi a livello regionale |                 |                                         |        |       |  |  |  |  |  |
| Data: 28 aprile 1963                                                           |                 |                                         |        |       |  |  |  |  |  |
| Fonte: Ministero dell'interno                                                  |                 |                                         |        |       |  |  |  |  |  |

#### V legislatura
|                                                                                | Raffaele Rossi ✔️ Eletto | PCI - PSIUP                   | 39 727 | 46,02 |  |  |  |  |  |
|                                                                                | A. Cesqui                | Democrazia Cristiana          | 19 386 | 22,46 |  |  |  |  |  |
|                                                                                | Aldo Pauselli ✔️ Eletto  | PSI-PSDI Unificati            | 14 687 | 17,01 |  |  |  |  |  |
|                                                                                | R. Alpini                | Movimento Sociale Italiano    | 6 088  | 7,05  |  |  |  |  |  |
|                                                                                | R. Latini                | Partito Repubblicano Italiano | 3 785  | 4,38  |  |  |  |  |  |
|                                                                                | C. Juon                  | Partito Liberale Italiano     | 2 647  | 3,07  |  |  |  |  |  |
| Totale                                                                         | Totale                   | Totale                        | 86 320 | 100   |  |  |  |  |  |
|                                                                                |                          |                               |        |       |  |  |  |  |  |
| Voti non validi                                                                | Voti non validi          | Voti non validi               | 4 962  | 5,44  |  |  |  |  |  |
| Votanti                                                                        | Votanti                  | Votanti                       | 91 282 | 95,93 |  |  |  |  |  |
| Elettori                                                                       | Elettori                 | Elettori                      | 95 155 |       |  |  |  |  |  |
|                                                                                |                          |                               |        |       |  |  |  |  |  |
| Nota: quorum del 65% non raggiunto; ripartizione dei seggi a livello regionale |                          |                               |        |       |  |  |  |  |  |
| Data: 19 maggio 1968                                                           |                          |                               |        |       |  |  |  |  |  |
| Fonte: Ministero dell'interno                                                  |                          |                               |        |       |  |  |  |  |  |

#### VI legislatura
|                                                                                | Raffaele Rossi ✔️ Eletto | PCI - PSIUP                                   | 40 384 | 44,20 |  |  |  |  |  |
|                                                                                | T. Malvetani             | Democrazia Cristiana                          | 26 579 | 29,09 |  |  |  |  |  |
|                                                                                | B. Galigani              | Partito Socialista Italiano                   | 9 096  | 9,96  |  |  |  |  |  |
|                                                                                | F. Pagliani              | Movimento Sociale Italiano - Destra Nazionale | 6 980  | 7,64  |  |  |  |  |  |
|                                                                                | R. Latini                | Partito Repubblicano Italiano                 | 3 828  | 4,19  |  |  |  |  |  |
|                                                                                | E. Desideri              | Partito Socialista Democratico Italiano       | 3 105  | 3,40  |  |  |  |  |  |
|                                                                                | M. Caroli                | Partito Liberale Italiano                     | 1 389  | 1,52  |  |  |  |  |  |
| Totale                                                                         | Totale                   | Totale                                        | 91 361 | 100   |  |  |  |  |  |
|                                                                                |                          |                                               |        |       |  |  |  |  |  |
| Voti non validi                                                                | Voti non validi          | Voti non validi                               | 3 824  | 4,02  |  |  |  |  |  |
| Votanti                                                                        | Votanti                  | Votanti                                       | 95 185 | 96,67 |  |  |  |  |  |
| Elettori                                                                       | Elettori                 | Elettori                                      | 98 466 |       |  |  |  |  |  |
|                                                                                |                          |                                               |        |       |  |  |  |  |  |
| Nota: quorum del 65% non raggiunto; ripartizione dei seggi a livello regionale |                          |                                               |        |       |  |  |  |  |  |
| Data: 7 maggio 1972                                                            |                          |                                               |        |       |  |  |  |  |  |
| Fonte: Ministero dell'interno                                                  |                          |                                               |        |       |  |  |  |  |  |

#### VII legislatura
|                                                                                | Ezio Ottaviani ✔️ Eletto | Partito Comunista Italiano                    | 47 332  | 49,38 |  |  |  |  |  |
|                                                                                | Romolo Tiberi            | Democrazia Cristiana                          | 24 217  | 25,26 |  |  |  |  |  |
|                                                                                | Bruno Galigani           | Partito Socialista Italiano                   | 10 253  | 10,70 |  |  |  |  |  |
|                                                                                | Renato Alpini            | Movimento Sociale Italiano - Destra Nazionale | 6 244   | 6,51  |  |  |  |  |  |
|                                                                                | Giovanni Mirabelli       | Partito Repubblicano Italiano                 | 4 959   | 5,17  |  |  |  |  |  |
|                                                                                | Franco Galli             | Partito Socialista Democratico Italiano       | 1 678   | 1,75  |  |  |  |  |  |
|                                                                                | Stefano Guazzone         | Partito Radicale                              | 653     | 0,68  |  |  |  |  |  |
|                                                                                | Alfredo Paolo Biondi     | Partito Liberale Italiano                     | 516     | 0,54  |  |  |  |  |  |
| Totale                                                                         | Totale                   | Totale                                        | 95 852  | 100   |  |  |  |  |  |
|                                                                                |                          |                                               |         |       |  |  |  |  |  |
| Voti non validi                                                                | Voti non validi          | Voti non validi                               | 2 574   | 2,62  |  |  |  |  |  |
| Votanti                                                                        | Votanti                  | Votanti                                       | 98 426  | 96,56 |  |  |  |  |  |
| Elettori                                                                       | Elettori                 | Elettori                                      | 101 932 |       |  |  |  |  |  |
|                                                                                |                          |                                               |         |       |  |  |  |  |  |
| Nota: quorum del 65% non raggiunto; ripartizione dei seggi a livello regionale |                          |                                               |         |       |  |  |  |  |  |
| Data: 20 giugno 1976                                                           |                          |                                               |         |       |  |  |  |  |  |
| Fonte: Ministero dell'interno                                                  |                          |                                               |         |       |  |  |  |  |  |

#### VIII legislatura
|                                                                                | Ezio Ottaviani ✔️ Eletto | Partito Comunista Italiano                    | 45 827  | 47,81 |  |  |  |  |  |
|                                                                                | I. Mariotti              | Democrazia Cristiana                          | 23 869  | 24,90 |  |  |  |  |  |
|                                                                                | F. Fiorelli              | Partito Socialista Italiano                   | 11 118  | 11,60 |  |  |  |  |  |
|                                                                                | G. Bianchini Riccardi    | Movimento Sociale Italiano - Destra Nazionale | 5 525   | 5,76  |  |  |  |  |  |
|                                                                                | S. Baiocco               | Partito Repubblicano Italiano                 | 4 603   | 4,80  |  |  |  |  |  |
|                                                                                | A. Citterio              | Partito Socialista Democratico Italiano       | 2 034   | 2,12  |  |  |  |  |  |
|                                                                                | S. Guazzone              | Partito Radicale                              | 1 568   | 1,64  |  |  |  |  |  |
|                                                                                | C. Parente               | Partito Liberale Italiano                     | 724     | 0,76  |  |  |  |  |  |
|                                                                                | A. Paolillo              | Nuova Sinistra Unita                          | 325     | 0,34  |  |  |  |  |  |
|                                                                                | M. Calabor               | Costituente di Destra - Democrazia Nazionale  | 254     | 0,27  |  |  |  |  |  |
| Totale                                                                         | Totale                   | Totale                                        | 95 847  | 100   |  |  |  |  |  |
|                                                                                |                          |                                               |         |       |  |  |  |  |  |
| Voti non validi                                                                | Voti non validi          | Voti non validi                               | 4 009   | 4,01  |  |  |  |  |  |
| Votanti                                                                        | Votanti                  | Votanti                                       | 99 856  | 95,40 |  |  |  |  |  |
| Elettori                                                                       | Elettori                 | Elettori                                      | 104 672 |       |  |  |  |  |  |
|                                                                                |                          |                                               |         |       |  |  |  |  |  |
| Nota: quorum del 65% non raggiunto; ripartizione dei seggi a livello regionale |                          |                                               |         |       |  |  |  |  |  |
| Data: 3 giugno 1979                                                            |                          |                                               |         |       |  |  |  |  |  |
| Fonte: Ministero dell'interno                                                  |                          |                                               |         |       |  |  |  |  |  |

#### IX legislatura
|                                                                                | Franco Giustinelli ✔️ Eletto | Partito Comunista Italiano                    | 45 670  | 48,08 |  |  |  |  |  |
|                                                                                | Giorgio Renzetti             | Democrazia Cristiana                          | 19 778  | 20,82 |  |  |  |  |  |
|                                                                                | Egisto Armillei              | Partito Socialista Italiano                   | 10 948  | 11,53 |  |  |  |  |  |
|                                                                                | Giulio Pazzaglia             | Movimento Sociale Italiano - Destra Nazionale | 6 426   | 6,77  |  |  |  |  |  |
|                                                                                | Sergio Andreani              | Partito Repubblicano Italiano                 | 5 260   | 5,54  |  |  |  |  |  |
|                                                                                | Mario Turchetti              | Partito Socialista Democratico Italiano       | 1 970   | 2,07  |  |  |  |  |  |
|                                                                                | Giulio Vianello              | Partito Nazionale Pensionati                  | 1 769   | 1,86  |  |  |  |  |  |
|                                                                                | Giovanni Bressan             | Partito Liberale Italiano                     | 1 234   | 1,30  |  |  |  |  |  |
|                                                                                | Monique Gisele Streiff       | Partito Radicale                              | 1 113   | 1,17  |  |  |  |  |  |
|                                                                                | Edo Valentini Lido           | Democrazia Proletaria                         | 783     | 0,82  |  |  |  |  |  |
| Totale                                                                         | Totale                       | Totale                                        | 94 978  | 100   |  |  |  |  |  |
|                                                                                |                              |                                               |         |       |  |  |  |  |  |
| Voti non validi                                                                | Voti non validi              | Voti non validi                               | 4 949   | 4,95  |  |  |  |  |  |
| Votanti                                                                        | Votanti                      | Votanti                                       | 99 927  | 93,79 |  |  |  |  |  |
| Elettori                                                                       | Elettori                     | Elettori                                      | 106 548 |       |  |  |  |  |  |
|                                                                                |                              |                                               |         |       |  |  |  |  |  |
| Nota: quorum del 65% non raggiunto; ripartizione dei seggi a livello regionale |                              |                                               |         |       |  |  |  |  |  |
| Data: 26 giugno 1983                                                           |                              |                                               |         |       |  |  |  |  |  |
| Fonte: Ministero dell'interno                                                  |                              |                                               |         |       |  |  |  |  |  |

#### X legislatura
|                                                                                | Franco Giustinelli ✔️ Eletto      | Partito Comunista Italiano                    | 43 204  | 45,07 |  |  |  |  |  |
|                                                                                | P. C. De Bonis                    | Democrazia Cristiana                          | 21 329  | 22,25 |  |  |  |  |  |
|                                                                                | A. Pauselli                       | Partito Socialista Italiano                   | 14 645  | 15,28 |  |  |  |  |  |
|                                                                                | F. Gerri                          | Movimento Sociale Italiano - Destra Nazionale | 6 197   | 6,46  |  |  |  |  |  |
|                                                                                | A. Rocchi                         | Partito Repubblicano Italiano                 | 4 107   | 4,28  |  |  |  |  |  |
|                                                                                | B. Fedi                           | Lista Verde                                   | 1 719   | 1,79  |  |  |  |  |  |
|                                                                                | Monique Gisele Streiff in Moretti | Partito Radicale                              | 1 375   | 1,43  |  |  |  |  |  |
|                                                                                | V. Proietti                       | Democrazia Proletaria                         | 1 254   | 1,31  |  |  |  |  |  |
|                                                                                | E. Colangeli                      | Partito Socialista Democratico Italiano       | 834     | 0,87  |  |  |  |  |  |
|                                                                                | C. Falco                          | Partito Liberale Italiano                     | 767     | 0,80  |  |  |  |  |  |
|                                                                                | G. Pascucci                       | Liga Veneta - Pensionati Uniti                | 325     | 0,34  |  |  |  |  |  |
|                                                                                | A. Vanni                          | Alleanza Popolare Pensionati                  | 108     | 0,11  |  |  |  |  |  |
| Totale                                                                         | Totale                            | Totale                                        | 95 864  | 100   |  |  |  |  |  |
|                                                                                |                                   |                                               |         |       |  |  |  |  |  |
| Voti non validi                                                                | Voti non validi                   | Voti non validi                               | 5 060   | 5,01  |  |  |  |  |  |
| Votanti                                                                        | Votanti                           | Votanti                                       | 100 924 | 93,39 |  |  |  |  |  |
| Elettori                                                                       | Elettori                          | Elettori                                      | 108 069 |       |  |  |  |  |  |
|                                                                                |                                   |                                               |         |       |  |  |  |  |  |
| Nota: quorum del 65% non raggiunto; ripartizione dei seggi a livello regionale |                                   |                                               |         |       |  |  |  |  |  |
| Data: 14 giugno 1987                                                           |                                   |                                               |         |       |  |  |  |  |  |
| Fonte: Ministero dell'interno                                                  |                                   |                                               |         |       |  |  |  |  |  |

#### XI legislatura
|                                                                                | Franco Giustinelli          | Partito Democratico della Sinistra            | 30 776  | 32,71 |  |  |  |  |  |
|                                                                                | Antonio Cassetta            | Partito Socialista Italiano                   | 17 112  | 18,19 |  |  |  |  |  |
|                                                                                | Filippo Micheli             | Democrazia Cristiana                          | 16 933  | 18,00 |  |  |  |  |  |
|                                                                                | Bruno Marone                | Partito della Rifondazione Comunista          | 8 312   | 8,83  |  |  |  |  |  |
|                                                                                | Marcello Piovano            | Movimento Sociale Italiano - Destra Nazionale | 6 519   | 6,93  |  |  |  |  |  |
|                                                                                | Elvio Daniele               | Partito Repubblicano Italiano                 | 5 294   | 5,63  |  |  |  |  |  |
|                                                                                | Cesare Augusto Baboci       | Federazione dei Verdi                         | 2 259   | 2,40  |  |  |  |  |  |
|                                                                                | Augusta Renzetti Pellegrini | Partito Liberale Italiano                     | 2 112   | 2,24  |  |  |  |  |  |
|                                                                                | Paolo Leonardi              | Caccia Pesca Ambiente                         | 1 865   | 1,98  |  |  |  |  |  |
|                                                                                | Fernando Francesco Nuti     | Sì Referendum                                 | 907     | 0,96  |  |  |  |  |  |
|                                                                                | Gianfranco Firmani          | Lega Lombarda                                 | 865     | 0,92  |  |  |  |  |  |
|                                                                                | Ulisse Ronconi              | Partito Socialista Democratico Italiano       | 820     | 0,87  |  |  |  |  |  |
|                                                                                | Omero Contessa              | Federalismo - Pensionati Uomini Vivi          | 307     | 0,33  |  |  |  |  |  |
| Totale                                                                         | Totale                      | Totale                                        | 94 081  | 100   |  |  |  |  |  |
|                                                                                |                             |                                               |         |       |  |  |  |  |  |
| Voti non validi                                                                | Voti non validi             | Voti non validi                               | 7 377   | 7,27  |  |  |  |  |  |
| Votanti                                                                        | Votanti                     | Votanti                                       | 101 458 | 91,13 |  |  |  |  |  |
| Elettori                                                                       | Elettori                    | Elettori                                      | 111 329 |       |  |  |  |  |  |
|                                                                                |                             |                                               |         |       |  |  |  |  |  |
| Nota: quorum del 65% non raggiunto; ripartizione dei seggi a livello regionale |                             |                                               |         |       |  |  |  |  |  |
| Data: 5 aprile 1992                                                            |                             |                                               |         |       |  |  |  |  |  |
| Fonte: Ministero dell'interno                                                  |                             |                                               |         |       |  |  |  |  |  |

## 1993-2005

### Territorio
Il collegio di Terni era uno dei 5 collegi uninominali in cui era suddivisa l'Umbria; come previsto dal D.Lgs. del 20 dicembre 1993 n. 535, e comprendeva i seguenti comuni: Acquasparta, Arrone, Avigliano Umbro, Calvi dell'Umbria, Ferentillo, Montecastrilli, Montefranco, Narni, Otricoli, Polino, San Gemini, Stroncone e Terni.

### Eletti
| Elezione | Elezione | Senatore             | Partito           |
| -------- | -------- | -------------------- | ----------------- |
|          | 1994     | Guido De Guidi       | Progressisti (CS) |
|          | 1996     | Guido De Guidi       | L'Ulivo (CS)      |
|          | 2001     | Leopoldo Di Girolamo | L'Ulivo (DS)      |

### Dati elettorali

#### XII legislatura
|                               | Guido De Guidi ✔️ Eletto      | Progressisti       | 49 817  | 49,84 |  |  |  |  |  |
|                               | Antonella Baioletti ✔️ Eletta | Alleanza Nazionale | 27 636  | 27,65 |  |  |  |  |  |
|                               | Andrea Cavicchioli            | Patto per l'Italia | 22 494  | 22,51 |  |  |  |  |  |
| Totale                        | Totale                        | Totale             | 99 947  | 100   |  |  |  |  |  |
|                               |                               |                    |         |       |  |  |  |  |  |
| Voti non validi               | Voti non validi               | Voti non validi    | 8 767   | 8,06  |  |  |  |  |  |
| Votanti                       | Votanti                       | Votanti            | 108 714 | 89,57 |  |  |  |  |  |
| Elettori                      | Elettori                      | Elettori           | 121 369 |       |  |  |  |  |  |
|                               |                               |                    |         |       |  |  |  |  |  |
| Data: 27-28 marzo 1994        |                               |                    |         |       |  |  |  |  |  |
| Fonte: Ministero dell'interno |                               |                    |         |       |  |  |  |  |  |

#### XIII legislatura
|                               | Guido De Guidi ✔️ Eletto | L'Ulivo             | 58 253  | 58,25 |  |  |  |  |  |
|                               | Antonella Baioletti      | Polo per le Libertà | 40 312  | 40,31 |  |  |  |  |  |
|                               | Lega Nord                | Lega Nord           | 1 437   | 1,44  |  |  |  |  |  |
| Totale                        | Totale                   | Totale              | 100 002 | 100   |  |  |  |  |  |
|                               |                          |                     |         |       |  |  |  |  |  |
| Voti non validi               | Voti non validi          | Voti non validi     | 7 500   | 6,98  |  |  |  |  |  |
| Votanti                       | Votanti                  | Votanti             | 107 502 | 87,67 |  |  |  |  |  |
| Elettori                      | Elettori                 | Elettori            | 122 628 |       |  |  |  |  |  |
|                               |                          |                     |         |       |  |  |  |  |  |
| Data: 21 aprile 1996          |                          |                     |         |       |  |  |  |  |  |
| Fonte: Ministero dell'interno |                          |                     |         |       |  |  |  |  |  |

#### XIV legislatura
|                               | Leopoldo Di Girolamo ✔️ Eletto | L'Ulivo                              | 49 943  | 49,03 |  |  |  |  |  |
|                               | Paolo Crescimbeni              | Casa delle Libertà                   | 40 109  | 39,37 |  |  |  |  |  |
|                               | Attilio Urbani                 | Partito della Rifondazione Comunista | 6 092   | 5,98  |  |  |  |  |  |
|                               | Raffaele Natini                | Democrazia Europea                   | 2 127   | 2,09  |  |  |  |  |  |
|                               | Alberto Liurni                 | Lista Di Pietro                      | 2 107   | 2,07  |  |  |  |  |  |
|                               | Maria Antonietta Pontani       | Lista Pannella-Bonino                | 1 489   | 1,46  |  |  |  |  |  |
| Totale                        | Totale                         | Totale                               | 101 867 | 100   |  |  |  |  |  |
|                               |                                |                                      |         |       |  |  |  |  |  |
| Voti non validi               | Voti non validi                | Voti non validi                      | 4 815   | 4,51  |  |  |  |  |  |
| Votanti                       | Votanti                        | Votanti                              | 106 682 | 85,33 |  |  |  |  |  |
| Elettori                      | Elettori                       | Elettori                             | 125 025 |       |  |  |  |  |  |
|                               |                                |                                      |         |       |  |  |  |  |  |
| Data: 13 maggio 2001          |                                |                                      |         |       |  |  |  |  |  |
| Fonte: Ministero dell'interno |                                |                                      |         |       |  |  |  |  |  |